# Lamprocystis denticulata
Lamprocystis denticulata é uma espécie de gastrópode  da família Euconulidae.
Pode ser encontrada nos seguintes países: Guam e Marianas Setentrionais.